# Sapromyza flavimana
Sapromyza flavimana är en tvåvingeart som beskrevs av Malloch 1926. Sapromyza flavimana ingår i släktet Sapromyza och familjen lövflugor. Inga underarter finns listade i Catalogue of Life.